# T–44
A T–44 a Szovjetunió első általános rendeltetésű harckocsija volt, ami a T–34 közepes harckocsin alapult. Bár elődjéhez és utódaihoz képest kisebb példányszámban készült, fontos szerepe volt, mivel a T–54-es típuscsalád (T–44, T–54, T–55, T–62, T–72, T–90) ezen a harckocsin alapul.

## Előzmények
A T–34-es harckocsi bár igen sikeres volt, műszaki szempontból sok megoldatlan problémával küzdött, amik nagy része az elégtelen méretre és a BT-sorozatra vezethetőek vissza (bonyolult futómű, alulméretezett test, szűk toronygyűrű, gyenge páncélzat, szűk küzdőtér). Ezek több későbbi szovjet harckocsin is visszaköszöntek. A T–34/76-ost bár felváltotta a T–34/85, ez utóbbi szintén nem nyújtott védelmet a 75 mm-es PaK 40-es (és erősebb) lövegek ellen. Előnyös tulajdonságai az egyszerűségből fakadó hatalmas gyártási szám, az elfogadható löveg és a viszonylag jó terepjáró képesség voltak. Mivel nyilvánvaló volt, hogy a T–34/85-ös elérte képességeinek határait, ezért megjelent az igény egy új közepes harckocsira. A T–34-esből ezért kialakították a T–43-ast (T–34 teste torziós rugós felfüggesztéssel), ami további fejlesztés után a T–44-est eredményezte.

## Konstrukció
A T–44-es teste teljesen új fejlesztés volt, hossza és szélessége nagyobb lett az elődnél (ami miatt a V–2–44-es motort keresztben építették be), viszont alacsonyabb lett. Ezek a megoldások minden későbbi szovjet általános harckocsin megjelentek. A frontpáncélzat döntött, de az oldalfalak függőlegesek. A beltér tágasabb, bár a többletlőszerért feláldozták az első géppuskás pozícióját. (Ez világszerte elterjedt, és a mai napig a legtöbb sikeres harckocsin a parancsnok kezeli a rádiót.) A frontpáncélzat 90, a lövegpajzs 120, az oldalak 75 mm páncélzatot kaptak. Fő fegyvere egy ZiSz–Sz–53 85 mm-es ágyú, ezen kívül két darab DP-golyószórót hordozott, egyet a löveggel párhuzamosítva, egyet pedig a parancsnoki kupolán. Végsebessége 53 km/h.

## Fejlesztés
A fejlesztés 1940-ben kezdődött, de 1941-ben leállították a német támadás miatt. A fejlesztés 1943-ban folytatódott, és az első sorozatgyártású példányok 1944. novemberére lettek készen. A típusból gyártás előtt két prototípust építettek, a T–44-85-öt és a T–44-122-t. A tesztek után viszont a T–44-85 lett a gyártásra kijelölt modell, mivel a T–44-122 lőszerkapacitása elégtelen volt. 1945-ben a típust felszerelték a D-10T 100mm-es löveggel, viszont ehhez meg kellett növelni a tornyot, ezért e típus alapján létrehozták a T–54-est, ami később a világ legnagyobb számban gyártott harckocsija lett. 1961-ben megtervezték a T–44M-et, viszont ez nem került gyártásba.

## Szolgálatban
A T–44-eseket egyetlen esetben vetették be: az 1956-os magyar forradalom és szabadságharc leverésekor. Viszont ekkorra már menthetetlenül elavult volt, és az óriási mennyiségű T–54-es feleslegessé tette. Alapvetően a típus bár megfelelt, üzemképessége katasztrofális volt, motorja 3000 órát tudott üzemelni, futógörgői még kevesebbet.